# Tadcaster West
Tadcaster West var en civil parish från 1866 till 1983 då den blev en del av Tadcaster, i grevskapet North Yorkshire, i England. Civil parish var belägen 15 km från York och hade 3 118 invånare år 1971. Ward hade 3 440 invånare år 2011.